# Thế vận hội Mùa hè 1948
Thế vận hội Mùa hè 1948, tên chính thức là Thế vận hội Mùa hè lần thứ XIV và được gọi thương hiệu chính thức là “Luân Đôn 1948”, là một sự kiện thể thao đa môn quốc tế được tổ chức từ ngày 29 tháng 7 đến ngày 14 tháng 8 năm 1948 tại Luân Đôn, Vương quốc Anh. Sau 12 năm gián đoạn do sự bùng nổ của Chiến tranh Thế giới thứ hai, đây là Thế vận hội Mùa hè đầu tiên được tổ chức kể từ kỳ Thế vận hội năm 1936 tại Berlin. Thế vận hội năm 1940 từng được lên kế hoạch tổ chức tại Tokyo, sau đó chuyển sang Helsinki, còn Thế vận hội năm 1944 được dự kiến tổ chức tại Luân Đôn. Đây là lần thứ hai Luân Đôn đăng cai Thế vận hội, sau lần đầu tiên vào năm 1908, khiến Luân Đôntrở thành thành phố thứ hai tổ chức Thế vận hội mùa hè hai lần (sau Paris). Thế vận hội sẽ quay trở lại Luân Đôn sau 64 năm, vào năm 2012, đưa Luân Đôn trở thành thành phố đầu tiên đăng cai ba lần, và là thành phố duy nhất như vậy cho đến khi Paris tổ chức lần thứ ba vào năm 2024, và Los Angeles sẽ tổ chức lần thứ ba vào năm 2028. Thế vận hội 1948 cũng là kỳ Thế vận hội mùa hè đầu tiên trong hai kỳ diễn ra dưới nhiệm kỳ chủ tịch Ủy ban Olympic Quốc tế (IOC) của ông Sigfrid Edström. 
Thế vận hội 1948 được biết đến với tên gọi "Thế vận hội kham khổ" do hoàn cảnh kinh tế khó khăn và tình trạng tem phiếu còn tồn tại sau Thế chiến II. Không có địa điểm thi đấu mới nào được xây dựng cho kỳ đại hội này (các sự kiện chủ yếu diễn ra tại Sân vận động Wembley, còn được gọi là Empire Stadium, và hồ bơi Empire Pool tại Wembley Park), và các vận động viên được bố trí ở trong các khu nhà sẵn có quanh khu vực Wembley thay vì xây dựng một Làng Olympic, như đã làm ở Thế vận hội 1936 và sau đó là Thế vận hội 1952 ở Helsinki. Kỳ đại hội ghi nhận kỷ lục với 59 quốc gia tham dự, gồm 4.104 vận động viên – trong đó có 3.714 nam và 390 nữ – tranh tài ở 19 môn thể thao. Đức và Nhật Bản không được mời tham dự; Liên Xô được mời nhưng quyết định không cử vận động viên, mà chỉ cử đoàn quan sát để chuẩn bị cho Thế vận hội 1952. Israel đề nghị tham dự (được đại diện mang tính biểu tượng bởi Raya Bronstein và Frieda Berson-Lichtblau) nhưng bị từ chối vì Ủy ban Olympic Quốc tế chưa công nhận quốc gia này, trong khi ủy nhiệm Olympic của Palestine đã hết hiệu lực. Điều này đã khiến các quốc gia Ả Rập – vốn có ý định tẩy chay đại hội – thay đổi quan điểm và quyết định tham gia.

## Bầu chọn thành phố đăng cai
Vào tháng 6 năm 1939, Ủy ban Olympic Quốc tế (IOC) đã trao quyền đăng cai Thế vận hội Mùa hè 1944 cho thành phố Luân Đôn, vượt qua các đối thủ là Rome, Detroit, Budapest, Lausanne, Helsinki, Montreal và Athens. Tuy nhiên, Chiến tranh Thế giới thứ hai đã khiến kế hoạch bị dừng lại và Thế vận hội năm đó bị hủy bỏ. Do đó, Luân Đôn một lần nữa trở thành ứng cử viên cho kỳ Thế vận hội năm 1948. Vương quốc Anh suýt chút nữa đã trao lại quyền đăng cai Thế vận hội 1948 cho Hoa Kỳ do những khó khăn về tài chính và việc phân phối lương thực thời hậu chiến. Tuy nhiên, Vua George VI cho rằng đây có thể là cơ hội để khôi phục nước Anh sau Chiến tranh Thế giới thứ hai. Báo cáo chính thức của Thế vận hội London ghi rõ rằng không hề có chuyện Luân Đôn bị ép buộc phải tổ chức Thế vận hội trái với ý muốn. Báo cáo viết:
"Thế vận hội năm 1944 đã được phân bổ cho Luân Đôn, vì vậy vào tháng 11 năm 1945, Chủ tịch Hội đồng Olympic Anh, Ngài Burghley, đã đến Stockholm và gặp Chủ tịch Ủy ban Olympic Quốc tế để thảo luận về việc lựa chọn Luân Đôn cho sự kiện trọng đại này. Kết quả là một ủy ban điều tra được thành lập bởi Hội đồng Olympic Anh nhằm xem xét chi tiết khả năng tổ chức Thế vận hội. Sau nhiều cuộc họp, họ đã đề xuất với hội đồng rằng Thị trưởng London nên được mời nộp đơn xin đăng cai Thế vận hội năm 1948."
Vào tháng 6 năm 1946, IOC đã thông qua hình thức bỏ phiếu qua thư để trao quyền đăng cai Thế vận hội Mùa hè cho Luân Đôn và Thế vận hội Mùa đông cho St. Moritz. Luân Đôn đã được chọn vượt qua các thành phố Baltimore, Minneapolis, Lausanne, Los Angeles, và Philadelphia.
Trước đó, Luân Đôn đã từng đăng cai Thế vận hội Mùa hè năm 1908, và trở thành thành phố thứ hai trong lịch sử tổ chức Thế vận hội hai lần, sau Paris (năm 1900 và 1924). Về sau, Luân Đôn còn trở thành thành phố đầu tiên tổ chức Thế vận hội ba lần khi đăng cai Thế vận hội Mùa hè năm 2012. 

## Các môn thể thao
Thế vận hội Mùa hè 1948 bao gồm 136 nội dung trao huy chương, thuộc 23 phân môn trong 17 môn thể thao khác nhau và cả trong lĩnh vực nghệ thuật.
Trong danh sách dưới đây, số lượng nội dung thi đấu của mỗi phân môn được ghi trong ngoặc đơn.
- Thể thao dưới nước
  -  Nhảy cầu (4)

- -  Bơi lội (11)

- -  Bóng nước (1)

- Điền kinh (33)

- Bóng rổ (1)

- Quyền Anh (8)

- Canoeing (9)

- Xe đạp

- - Đường trường (2)
  - Đua lòng chảo (4)
- Đua ngựa

- - Dressage (2)
  - Eventing (2)
  - Nhảy ngựa (2)
- Đấu kiếm (7)

- Khúc côn cầu trên cỏ (1)

- Bóng đá (1)

- Thể dục dụng cụ (9)

- Năm môn phối hợp hiện đại (1)

- Chèo thuyền (7)

- Thuyền buồm (5)

- Bắn súng (4)

- Cử tạ (6)

- Vật

- - Tự do (8)
  - Greco-Roman (8)

## Các quốc gia tham dự
Tổng cộng có 59 quốc gia cử vận động viên tham dự. Mười ba quốc gia lần đầu tiên xuất hiện chính thức gồm: Guiana thuộc Anh (nay là Guyana), Miến Điện (nay là Myanmar), Tích Lan (nay là Sri Lanka), Iraq, Jamaica, Hàn Quốc, Liban, Pakistan, Puerto Rico, Singapore, Syria, Trinidad và Tobago, và Venezuela. Đây cũng là lần đầu tiên Úc, New Zealand, Philippines, Ấn Độ và Pakistan thi đấu với tư cách các quốc gia hoàn toàn độc lập tại Thế vận hội. Đức và Nhật Bản, do đang bị quân Đồng minh chiếm đóng, không được phép cử vận động viên tham dự. Do tình trạng thiếu hụt lao động tiếp diễn, các tù binh chiến tranh người Đức đã được sử dụng để xây dựng cơ sở vật chất phục vụ Thế vận hội, đặc biệt là tuyến đường Olympic Way. Ý, dù ban đầu thuộc phe Trục, nhưng đã chuyển sang phe Đồng minh vào năm 1943 sau khi Benito Mussolini bị lật đổ, nên được phép tham gia. Liên Xô được mời nhưng đã chọn không cử vận động viên mà chỉ cử các quan sát viên tới để chuẩn bị cho Thế vận hội 1952.
Các quốc gia quay lại Thế vận hội gồm Cuba, Iran (vận động viên Ba Tư gần nhất từng tham gia là tại Paris 1900), Ireland, Panama và Tây Ban Nha. Các quốc gia từng tham gia Thế vận hội Berlin 1936 nhưng vắng mặt tại Luân Đôn 1948 (ngoài Đức và Nhật Bản) gồm Bolivia, Bulgaria, Costa Rica, Estonia, Latvia và Lithuania. Riêng các nước vùng Baltic đã bị Liên Xô sáp nhập và chỉ trở lại Thế vận hội sau nhiều thập kỷ. Bulgaria, Romania và Palestine thuộc Anh đã nhận lời mời tham dự nhưng rút lui chỉ vài ngày trước khi Thế vận hội bắt đầu.
Vận động viên Puerto Rico – một lãnh thổ chưa hợp nhất và là khối thịnh vượng chung của Hoa Kỳ – thi đấu trong đội tuyển Hoa Kỳ. Bermuda, Jamaica, Trinidad và Tobago và Guiana thuộc Anh là các thuộc địa của Đế quốc Anh.
| \| - Afghanistan (25) - Argentina (199) - Úc (75) - Áo (144) - Bỉ (152) - Bermuda (12) - Brasil (70) - Guyana (4) - Miến Điện (4) - Canada (118) - Ceylon (7) - Chile (54) - Trung Hoa Dân Quốc (31) - Colombia (6) - Cuba (53) - Tiệp Khắc (87) - Đan Mạch (162) - Ai Cập (85) - Phần Lan (129) - Pháp (316) \| \| - Anh Quốc (398) (chủ nhà) - Hy Lạp (61) - Hungary (129) - Iceland (20) - Ấn Độ (79) - Iran (36) - Iraq (11) - Ireland (73) - Ý (213) - Jamaica (13) - Hàn Quốc (46) - Liban (8) - Liechtenstein (2) - Luxembourg (45) - Malta (1) - México (88) - Monaco (4) - Hà Lan (149) - New Zealand (7) - Na Uy (81) \| \| - Pakistan (35) - Panama (1) - Perú (41) - Philippines (26) - Ba Lan (37) - Bồ Đào Nha (48) - Puerto Rico (9) - Singapore (1) - Nam Phi (35) - Tây Ban Nha (65) - Thụy Điển (181) - Thụy Sĩ (181) - Syria (1) - Trinidad và Tobago (5) - Thổ Nhĩ Kỳ (58) - Hoa Kỳ (300) - Uruguay (61) - Venezuela (1) - Nam Tư (90) \| |  | |  | |
| - Afghanistan (25) - Argentina (199) - Úc (75) - Áo (144) - Bỉ (152) - Bermuda (12) - Brasil (70) - Guyana (4) - Miến Điện (4) - Canada (118) - Ceylon (7) - Chile (54) - Trung Hoa Dân Quốc (31) - Colombia (6) - Cuba (53) - Tiệp Khắc (87) - Đan Mạch (162) - Ai Cập (85) - Phần Lan (129) - Pháp (316) |  | - Anh Quốc (398) (chủ nhà) - Hy Lạp (61) - Hungary (129) - Iceland (20) - Ấn Độ (79) - Iran (36) - Iraq (11) - Ireland (73) - Ý (213) - Jamaica (13) - Hàn Quốc (46) - Liban (8) - Liechtenstein (2) - Luxembourg (45) - Malta (1) - México (88) - Monaco (4) - Hà Lan (149) - New Zealand (7) - Na Uy (81) |  | - Pakistan (35) - Panama (1) - Perú (41) - Philippines (26) - Ba Lan (37) - Bồ Đào Nha (48) - Puerto Rico (9) - Singapore (1) - Nam Phi (35) - Tây Ban Nha (65) - Thụy Điển (181) - Thụy Sĩ (181) - Syria (1) - Trinidad và Tobago (5) - Thổ Nhĩ Kỳ (58) - Hoa Kỳ (300) - Uruguay (61) - Venezuela (1) - Nam Tư (90) |

## Bảng tổng sắp huy chương
Dưới đây là mười quốc gia đứng đầu về số huy chương giành được tại Thế vận hội Mùa hè 1948, được xếp hạng theo số huy chương vàng. Nước chủ nhà xếp hạng 12 với tổng cộng 27 huy chương, bao gồm 4 huy chương vàng.
| Hạng                | Đoàn                | Vàng | Bạc | Đồng | Tổng số |
| ------------------- | ------------------- | ---- | --- | ---- | ------- |
| 1                   | Hoa Kỳ              | 38   | 27  | 19   | 84      |
| 2                   | Thụy Điển           | 17   | 11  | 18   | 46      |
| 3                   | Pháp                | 11   | 6   | 15   | 32      |
| 4                   | Phần Lan            | 10   | 8   | 6    | 24      |
| 5                   | Hungary             | 10   | 5   | 13   | 28      |
| 6                   | Ý                   | 9    | 12  | 10   | 31      |
| 7                   | Thổ Nhĩ Kỳ          | 6    | 4   | 2    | 12      |
| 8                   | Tiệp Khắc           | 6    | 2   | 3    | 11      |
| 9                   | Thụy Sĩ             | 5    | 12  | 6    | 23      |
| 10                  | Đan Mạch            | 5    | 8   | 9    | 22      |
| Tổng số (10 đơn vị) | Tổng số (10 đơn vị) | 117  | 95  | 101  | 313     |